# قلعه مهر پادین
قلعه مهر پادین مربوط به دوره صفوی است و در شهرستان مهریز، مهر پادین واقع شده و این اثر در تاریخ ۷ مهر ۱۳۸۱ با شمارهٔ ثبت ۶۱۴۳ به‌عنوان یکی از آثار ملی ایران به ثبت رسیده است.
قعله مهرپادین دارای ۲ حصار و باروی دفاعی و ۹ برج مدور است. همچنین دورتا دور آن را خندقی عظیم احاطه کرده و فضاهای داخلی قلعه در ۲ حصار به ارتفاع حدوداً ۶٫۵ متر محصور شده است. هر دو حصار به صورت چینه ای از خشت و گل ساخته شده و بخش فوقانی آن‌ها فرم و شکل کنگره ای دارد. برج‌های حصار درونی قلعه نیز با ارتفاع تقریبی ۸٫۵ متر دارای تیرکش‌ها و روزنه‌هایی برای دفاع است.
دسترسی به قلعه از بخش جنوبی امکان‌پذیر بوده و در ورودی، چوبی و ۲ لته است که با گل میخ‌های فلزی تزئین شده است. سردر ورودی، دارای قوسی خوش فرم و نیزه دار است و ارابه‌های برجسته با نقوش هندسی در ۲ طرف آن دیده می‌شود. قسمت بالایی آن نیز دارای تیرکش و تزئینات چلیپایی است. فضای داخی قلعه مهرپادین مهریز شامل؛ فضای شاه‌نشین یا ارباب‌نشین قلعه در مرتفع‌ترین و مشرف‌ترین بخش بنا (بالای فضای ورودی)، بخش مسکونی (شاه‌نشین و عام نشین)، فضای عمومی یا مذهبی، انبار نگهداری کالا، اصطبل، دالان‌ها و فضاهای ارتباطی متعدد بوده است که نظم و چیدمان فوق‌العاده و بی نظیر فضاهای مذکور از پیچدگی خاصی برخوردار می‌باشد. این قلعه، همچنین اتاق‌های اشکوب هم دارد که طبقه فوقانی آن برای سکونت مردم و طبقه پایین برای نگهداری احشام بوده است. طبقات کاهگلی بالا و پایین، با راه پله ای باریک و خشتی به هم متصل هستند. در قسمت شرقی قلعه، چاه قنات عمیقی وجود دارد که احتمالاً آب مورد نیاز قلعه را تأمین می‌کرده است. قلعه تاریخی مهرپادین از نمونه‌های بی نظیر قلعه‌های روستایی دشتی و جلگه ای است که تا چندی پیش فعال و مسکونی بوده و هرکدام از اهالی، مالک اتاقی بوده‌اند و جهت انبار کالا و محصولات کشاورزی و نگهداری آذوقه و دام از آن استفاده می‌کرده‌اند. البته این قلعه برای سکونت دائم نبوده و فقط در مواقعی که احساس خطر می‌شده و حمله قریب‌الوقوعی صورت می‌گرفته، اهالی، روستا را ترک و با اموال با ارزش خود، روزهای موقتی را درون قلعه سپری می‌کرده‌اند.